# Abong-Mbang
Abong-Mbang – miasto w Kamerunie, nad rzeką Nyong, w Regionie Wschodnim, stolica departamentu Haut-Nyong. Liczy około 18,7 tys. mieszkańców (2005), głównie członków ludu Maka z grupy Bantu, lecz również Fulbe, Beti-Pahuin i Bamileke.
W XIX stuleciu przybyli tu Europejczycy zajęli miasto i zmienili nazwę z wcześniejszej "Bung-Ngwang" na obecną. Pierwsi byli tu Niemcy, tworzący swą kolonię Kamerun. W 1919 miasto przejęli Francuzi, którzy stworzyli tu rozległe plantacje kakao.
Jest ośrodkiem handlowym i węzłem transportowym. Znajduje się tu cywilny port lotniczy Abong-Mbang. W mieście działają misjonarze, pracownicy organizacji pozarządowych i wolontariusze.